# Zračna luka Parsabad-Mogan
Zračna luka Parsabad-Mogan (IATA kod: PFQ, ICAO kod: OITP) smještena je kod grada Parsabada u sjeverozapadnom dijelu Irana odnosno Ardabilskoj pokrajini. Nalazi se na nadmorskoj visini od 77 m. Zračna luka ima jednu asfaltiranu uzletno-sletnu stazu dužine 2588 m, a koristi se za tuzemne letove. Vodeći zračni prijevoznik koji nudi redovne letove za Teheran-Mehrabad u ovoj zračnoj luci je Iran Aseman Airlines.

## Vanjske poveznice
- (engl.) [neaktivna poveznica]
- (engl.) DAFIF, Great Circle Mapper: PFQ